# Barīd
Il barīd (in arabo ﺑﺮﻳﺪ‎?, dal latino veredus), era l'istituzione califfale, e poi dei regni dinastici nati dal progressivo sgretolamento del centralismo califfale, delegata all'inoltro della corrispondenza e di oggetti più ingombranti, ma anche a raccogliere le informazioni a fini di controspionaggio, a causa dell'accentuata delocalizzazione del servizio.
Esso -(che per lo più avveniva grazie a un gran numero di stazioni di posta (da 12 km nelle regioni centrali del Califfato a 24 km in quelle più periferiche), in grado di provvedere convenientemente al ricambio di uomini e cavalli, alla loro cura e al loro rifocillamento - costituiva un servizio di grande rilevanza, tanto che a coordinarlo veniva scelto dal califfo, o dai vizir suoi delegati, una persona dotata di grandi capacità e acume, nonché di provata fedeltà all'Amir al-Mu'minin, chiamato Sāhib dīwān al-barīd (Capo dell'amministrazione del barīd).
Assieme al vizir (in età omayyade il hajib), al Sāhib al-shurta (il capo della polizia), al comandante delle truppe califfali e della guardia personale del Califfo, il Sāhib al-barīd costituiva il nucleo di principali collaboratori dell'Amir al-Mu'minin, che ad essi doveva la sua personale sicurezza e quella dei suoi domini.
Il termine barīd serve in arabo moderno a identificare il servizio postale garantito dallo Stato, anche se nell'Impero ottomano (e dunque in alcuni paesi arabi, tra cui l'Egitto) il sostantivo fu sostituito dalla parola bōsta, derivante dall'italiano Posta. 